# Aurélie William Levaux
Aurélie William Levaux, née le 16 janvier 1981 à Oupeye (province de Liège), est une artiste, plasticienne, illustratrice, écrivaine et autrice de bande dessinée belge.

## Biographie
Aurélie William Levaux naît le 16 janvier 1981 à Oupeye, une commune de la campagne wallonne. Elle est issue d'une famille catholique et elle a une grande fratrie. Elle suit les enseignements de l'École supérieure des arts Saint-Luc de Liège en section illustration, d'où elle sort diplômée. Elle est formée au fanzinat et devient enseignante aux Beaux-Arts ; lors de sa grossesse, elle s'approprie « les techniques traditionnelles de broderie, d'encrage sur tissu et sur soie ». Elle est membre du collectif Mycose. Elle réalise Menses ante rosam, publié par La Cinquième Couche en 2008.  En 2011, elle réalise avec Isabelle Pralong l'ouvrage Prédictions (Atrabile).
En 2013, avec Moolinex, elle créé pour Atrabile Johnnychrist.
En 2014, elle réalise pour le même éditeur Le Verre à moitié vide. Elle se trouve en couple avec le graphiste et illustrateur Moolinex lorsque leurs travaux font l'objet d'une exposition à Paris en 2015. Une exposition antérieure, en 2011, avait déjà présenté leurs œuvres.
En 2016, Atrabile publie son ouvrage autobiographique : Sisyphe, les joies du couple, portant sur sa relation avec son ancien compagnon, Moolinex. Suit, en 2018, Le Tas de pierres, avec son frère Christophe Levaux.
En 2019, elle livre Bataille (pas l'auteur) (Cambourakis). Cette même année paraît également La Vie intelligente. Elle livre également Le Jour du travail, toujours en 2019.
En mai 2021 sort Justice (pas le groupe) (Cambourakis). En 2024, elle publie Duettiste, un ouvrage dans lequel elle brosse un tableau de son couple.
En outre, l'artiste participe à de nombreuses expositions collectives, en Wallonie et à Bruxelles, en France, aux Pays-Bas et en Suisse. Elle est bénéficiaire de plusieurs bourses, prix et participations à des résidences d’auteur.
En termes d'influences, l'artiste avoue dans une interview donné à Annabelle Dupret et publiée sur le site du9 que jeune, elle fut très marquée par Marguerite Duras. En dessin, elle admirait étudiante Gustave Doré, de la même façon qu'elle aime Fifi Brindacier et la New beat. En peinture, la découverte de l’art brut lui a été d'un grand support et elle apprécie les œuvres de Diego Rivera, Tomi Ungerer.
Aurélie William Levaux vit et travaille à Liège comme enseignante à l'École supérieure des arts Saint-Luc de Liège en 2018.

## Œuvre

### Ouvrages
- Menses ante rosam[6], La Cinquième Couche, Bruxelles, 2008
Scénario, dessin et couleurs : Aurélie William Levaux -  (ISBN 978-2-930356-18-1)
- Les Yeux du seigneur, La Cinquième couche, 2010  (ISBN 978-2-930356-65-5)
- Sous ta barbe mon âme est morte, United Dead Artists, 1 septembre 2011
Scénario, dessin et couleurs : Aurélie William Levaux -  (ISBN 9782375430101)
- Prédictions, avec Isabelle Pralong, Atrabile, 2011  (ISBN 978-2-940329-86-1)
- Johnnychrist, avec Moolinex, Atrabile, 2013  (ISBN 978-2-88923-005-1)
- Le Verre à moitié vide, Atrabile, Genève, 22 août 2014
Scénario, dessin et couleurs : Aurélie William Levaux -  (ISBN 978-2-88923-023-5)
- La Réponse, Super Loto, coll. « Banco », Beauregard, avril 2015
Scénario, dessin et couleurs : Aurélie William Levaux -  (ISBN 978-2-9540938-9-5)réédité en coffret sous le titre Derrière La Réponse : La Question[18] avec La Question de Moolinex en 2024  (ISBN 979-10-94442-45-6).
- La Poutre de mon œil[19], Le Monte-en-l'air, Paris, novembre 2016
Scénario, dessin et couleurs : Aurélie William Levaux -  (ISBN 9791092775303)
- Sisyphe, les joies du couple[20],[21], Atrabile, Genève, 1 avril 2016
Scénario, dessin et couleurs : Aurélie William Levaux -  (ISBN 978-2-88923-043-3)
- Le Tas de pierres[22], avec Christophe Levaux, Cambourakis, 2018  (ISBN 978-2-36624-332-1) (BNF 45488388)
- Bataille (pas l'auteur), Cambourakis, 2019  (ISBN 978-2-36624-413-7) (BNF 45719805)
- La Vie intelligente[23], Atrabile, 20 août 2021
Scénario, dessin et couleurs : Aurélie William Levaux -  (ISBN 978-2-88923-079-2),Format manga.
- Le Jour du travail[24], Le Monte-en-l'air, Paris, 10 mai 2019
Scénario, dessin et couleurs : Aurélie William Levaux -  (ISBN 9791092775297)
- Justice (pas le groupe), Cambourakis, 2021  (ISBN 978-2-36624-576-9)
- Les Nouveaux Ordres[25], Le Monte-en-l'air, Paris, 20 août 2021
Scénario, dessin et couleurs : Aurélie William Levaux -  (ISBN 979-10-92775-38-9),Format comics.
- Je traverse la rue, je trouve du travail, Le Monte-en-l'air, Bruxelles, 2022
Scénario, dessin et couleurs : Aurélie William Levaux -  (ISBN 978-2-930964-70-6),plaquette offerte dans le cadre de la Fureur de lire.
- Duettiste[15],[26], Le Monte-en-l'air, coll. « Bédé Cœur », Paris, 4 juin 2024
Scénario, dessin et couleurs : Aurélie William Levaux -  (ISBN 979-10-92775-67-9),Format manga.

### Publications en revues ou collectifs
- Le Coup de grâce, La Cinquième Couche, coll. « F », Bruxelles, 26 août 2006
Scénario et dessin : collectif dont Aurélie William Levaux - Couleurs : quadrichromie -  (ISBN 9782930356297)
- Viande de chevet[1], Tendon Revolver à gâchette jugulaire, United Dead Artists, 2010
- Super, Arts Le Havre, 2010
- MMX, L’Association, 2010
- Lapin 41, 42, L’Association
- Hey, modern art and pop culture, Musée de la Halle Saint-Pierre, 2011
- Hey 1 et 7, The new ARTisans, Thames and Hudson, 2011
- Étapes[1], 2011
- 1001 Visions du sexe, Graph Zeppelin, 28 novembre 2014
Scénario : Patrice Bauduinet - Dessin : collectif dont Aurélie William Levaux - Couleurs : noir et blanc -  (ISBN 979-10-94169-01-8)
- (fr + en) Xavier Lelion (dir.) et Anne-Sophie Nottebaert (dir.) (ill. Abdel de Bruxelles, Laurent Dandoy, Cyril Elophe, Sacha Goerg, Aurélie William Levaux), Architectures Wallonie-Bruxelles : inventaires = inventories #2 : 2013-2016[27], Bruxelles, Fédération Wallonie-Bruxelles, 1er décembre 2016, 274 p., ill. ; 28 cm (ISBN 978-2-930705-22-4, ISSN 2952-7910, OCLC 973675281).
- Reporté.e.s[28], La Cinquième Couche / Théâtre des Doms, Bruxelles, 11 juin 2021
Scénario : collectif - Dessin : collectif dont Aurélie William Levaux - Couleurs : quadrichromie -  (ISBN 978-2-390-08074-9),En période de Covid, le théâtre des Doms imagine des rencontres entre les artistes dont il a programmé le spectacle dans le cadre du Festival d'Avignon et des auteurs graphiques.

### Expositions

#### Expositions individuelles
- 3destructure[1], Festival Livresse, Charleroi, 2005
- City of Women[1], 11e Festival des Arts Contemporains, Ljubljana, 2005
- Prédictions[1], festival Sismic, Sierre, 2011
- Comptoir des Petites Éditions, Liège, 2006
- Maison de la Culture, Espace Bis, Tournai, 2007
- Le Monte-En-L’Air, Paris, 2008
- Galerie Sans titre, Bruxelles, 2009
- Périsopages[1], Galerie L’Antre-Temps, Rennes, 2011
- L’Heure vient vilaine petite chose[1], galeria D406, Modène, 2012
- Bozarshop, Bruxelles, 2012
- Une envie pénétrante[1], galerie Pierre Hallet, Bruxelles, novembre 2012
- L’Alliance[1], La Mauvaise Réputation, Bordeaux, 2012
- Johnnychrist[1], Le Monte-en-l’Air, Paris, 2013
- L’Asso Générale[1], Point Éphémère, Paris, 2013
- L’Amourde[1], La Space, Liège, 2013
- Soyons raisonnables[1], Ma première galerie, Paris, 2014
- Rien par terre[1], La Mauvaise Réputation, Bordeaux, 2014
- Le Verre à moitié vide[1], Superhéros, Paris, 2014
- Prophets[1], Galerie Nadine Feront, Bruxelles, 2014
- Sobe noge na zemlji, Novo Doba festival, Belgrade, 2015
- Notoriété discrète[1], Arts Factory, Paris et Anvers, 2015
- La Réponse[1], Yoko Uhode galerie, Liège, 2015
- Sisyphe[1], Arts Factory, Paris, 2016
- Carte blanche à Aurélie William Levaux, Tour et Taxis, Bruxelles du 5 au 8 mars 2020.

#### Expositions collectives
- No remorse[29], artistes du collectif Mycose : Gentiane Angeli, "Mon Colonel" (Éric Bosley Aka), Francesco Defourny, Gof, Laurent Impeduglia, Aurélie William Levaux, Alice Lorenzi, Benjamin Monti, Philippe Durant, P’tit Marc et Manuel, Centre d'art contemporain La Châtaigneraie, Flémalle, juillet 2010.
- Génération Spontanée ? La nouvelle scène belge indépendante, production Wallonie-Bruxelles International/Centre Wallonie-Bruxelles de Paris. Cinq présentations ont eu lieu :

1. Festival international de la bande dessinée d’Angoulême, janvier 2011[30].
2. Centre Wallonie-Bruxelles de Paris, juin-août 2011[31].
3. BIP (Bruxelles Info Place, Place Royale à Bruxelles), septembre-octobre 2011[32].
4. Rencontres du 9e Art d’Aix, Aix-en-Provence, mars-avril 2012[33]
5. Centre culturel du Forum de Meyrin, Genève, Suisse, octobre-décembre 2012[34].

- Restrankil #4[35],[36], spécial bande dessinée, Apéro-zic les 20 et 21 avril, puis du 22 avril au 13 mai 2013 au Lycaon, Bruxelles.
- United Comics of Belgium[37], commissaire : Séraphine, Bruxelles, mars 2021.

## Réception

### Prix et récompenses
- 2018 :  prix Atomium de la Fédération Wallonie-Bruxelles pour l'ensemble de son œuvre[38],[3] ;
- 2020 :  prix Franz De Wever de l'Académie royale de langue et de littérature françaises de Belgique pour Bataille (pas l'auteur)[27] ;
- 2021 :  prix Texte et image de la Société civile des auteurs multimédia (SCAM) pour l'ensemble de son œuvre[39],[27].

### Postérité
La fresque Le petit gilet est une œuvre faisant partie du parcours BD de Bruxelles, inaugurée le 18 décembre 2019 à la suite d’un appel lancé en 2018 par le contrat de quartier durable Jonction pour égayer les tunnels passant sous les voies ferroviaires reliant le nord et le sud de Bruxelles,. Elle est située rue Frédéric Basse dans le tunnel Basse, elle couvre une superficie de 262 m2, la réalisation est due à Urbana.

Selon Thierry Bellefroid : 

« Auteure insaisissable, AWL mêle les travaux aux crayons de couleur, la peinture et le mélange de broderies rehaussées qui a fait sa renommée. On pourrait croire qu’elle est devenue plus illustratrice qu’auteure de bande dessinée. Mais le sens narratif de ses dessins n’a pas disparu. Elle explore avec une candeur feinte les affres du quotidien et les aléas de la vie de couple. Son style inimitable en a fait une artiste au succès international. On pourrait dire qu’elle est un peu l’équivalent francophone d’un Brecht Evens, quelqu’un qui repousse les limites du médium, qui en réinvente l’outil et la grammaire. »

#### Livres
: document utilisé comme source pour la rédaction de cet article.
- Thierry Bellefroid et Jean-Marie Derscheid, « Levaux Aurélie William Dessinatrice - Scénariste », dans 77 auteurs de bande dessinée en Wallonie et à Bruxelles, Bruxelles, Wallonie-Bruxelles International, 2017, 128 p. (ISBN 2-930071-83-4, lire en ligne), p. 67. .

#### Périodiques
- Aurélie William Levaux (interviewée par Fanny Deschamps), « Aurélie William Levaux : rencontre avec une tisseuse d’images », Le Carnet et les Instants, no 191,‎ juillet – septembre 2016 (lire en ligne, consulté le 23 avril 2023).

#### Articles
- Philippe Bodeux, « L'année 2006 redessinée. Aurélie Levaux, une fille dans la bande », Le Soir,‎ 21 décembre 2006.
- Aurélie William Levaux (interviewée par Kath et Charly), « Café liégeois #9: Aurélie William Levaux, artiste ardente », Boulettes Magazine,‎ 11 août 2015 (lire en ligne, consulté le 23 avril 2023)
- « Portrait : Aurélie William Levaux », Focus Vif,‎ 23 mai 2019 (lire en ligne , consulté le 23 avril 2023).
- Karelle Fitoussi, « Aurélie William Levaux : sous les pavés, la rage », Paris Match,‎ 16 avril 2019 (lire en ligne, consulté le 23 avril 2023).
- Frédéric Hojlo, « Aurélie William Levaux, du roman graphique... au roman ! », ActuaBD,‎ 23 juin 2019 (lire en ligne).
- « Une sacrée paire invite Aurélie William Levaux : toutes les limites du féminisme », Le Vif/L'Express,‎ 20 juillet 2021 (lire en ligne , consulté le 23 avril 2023).

### Vidéographie
- [vidéo] « Aurélie William Levaux », sur YouTube, 2021, (14 min 34 s)